# Oficina de Educación de Jabad
La Oficina de Educación de Jabad (en inglés: Chinuch Office) es un centro de servicio, entrenamiento y guía, para los administradores, educadores, estudiantes, parientes, y miembros de las instituciones educativas de la dinastía jasídica Jabad-Lubavitch.

## Introducción
Existen 185 centros de infancia temprana de Jabad, 82 escuelas elementales, 40 escuelas secundarias, y 27 escuelas avanzadas, en los Estados Unidos y Canadá. Los centros tienen una inscripción de 22.000 estudiantes al año. Esta cifra solamente representa alrededor del 13% por ciento de todos los niños que habitualmente atienden a escuelas judías ortodoxas. Mantener actualizada esta información requiere una comunicación constante, y una cooperación con cada escuela individual, y con su personal administrativo. A lo largo de los años, el Rabino Kaplan, el director de la Oficina de Educación de Jabad, ha organizado equipos de personal contratado, para evaluar las escuelas repartidas por los Estados Unidos y Canadá. Estas evaluaciones pueden durar entre dos y tres horas, o incluso un día entero. En esas evaluaciones, el equipo del Rabino Kaplan reúne información para ayudar a formar planes constructivos, para mejorar el sistema educativo de cada centro.  

## Programas educativos
La Oficina de Educación, ayuda a los emisarios de Jabad (Shluchim), a crear programas educativos y centros para la infancia temprana, mediante la organización, la puesta a punto, y la planificación. Estos centros ofrecen la posibilidad de educar a los niños y a los jóvenes. La Oficina de Educación ofrece asistencia a las comunidades que desean abrir nuevas escuelas de día judías, y así mismo les ofrece asesoramiento sobre la formación del personal, el desarrollo de un plan de estudios, y sobre como conseguir una acreditación. La Oficina de Educación de Jabad adicionalmente ayuda a las nuevas yeshivas y escuelas secundarias, para hacer que sus programas educativos sean más accesibles para todos los estudiantes judíos.

## Nuevas instalaciones
La Oficina de Educación de Jabad se ha mudado a unas nuevas instalaciones ubicadas en el número 784 de la Avenida Eastern Parkway. Las nuevas instalaciones, harán más fácil el trabajo en aumento de la Oficina de Educación de Jabad, y su proximidad con las oficinas de la organización Merkos L'Inyonei Chinuch, promoverán una mayor cooperación y un intercambio de ideas y esfuerzos compartidos entre ambas organizaciones. Los números de teléfono serán los mismos, para que no haya una interrupción en el servicio que ambas organizaciones ofrecen a más de 300 instituciones educativas, pertenecientes todas ellas, a la red educativa del movimiento Jabad. El Rabino Nochem Kaplan, el director nacional de la Oficina de Educación de Jabad, anunció que la instalación había sido diseñada, para acomodar y dar respuesta a las necesidades de los directores ejecutivos de las diversas escuelas de Jabad, cuando estos visitan la ciudad de Nueva York. Las oficinas han sido renovadas gracias a la generosidad de un benefactor de Jabad, el Sr. Yossi Popack.